# ویراستاری

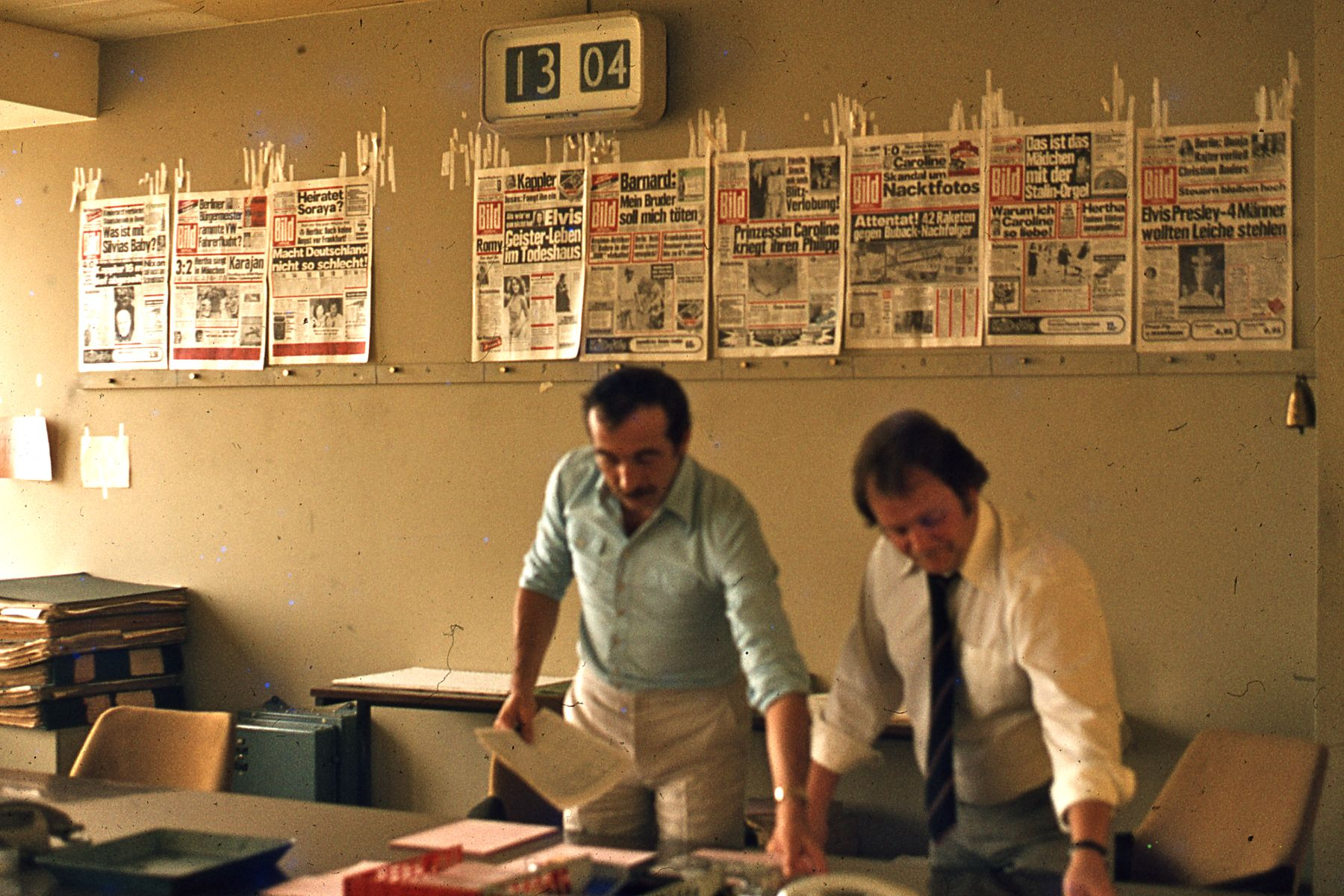
دو مرد روی صفحه‌آرایی روزنامه بیلد کار می‌کنند، با نمونه‌هایی از صفحات اول قبلی که به دیواری پشت سرشان چسبانده شده‌اند، 1977.

ویرایشگری یا ویراستاری (به الفبای انگلیسی: Editing) به‌ فرایند انتخاب و آماده‌سازی محصولات نوشتاری، دیداری، تصویری، شنیداری و رسانه‌ای برای انتقال اطلاعات می‌گویند. در فرآیند ویرایش ممکن است تصحیح، تلخیص (خلاصه‌سازی)، ساماندهی و بسیاری از تغییرات دیگر به قصد تولیدِ اثری منسجم، یک‌دست، درست، دقیق و کامل صورت گیرد. به شخصی که ویرایش می‌کند، ویرایشگر یا ویراستار می‌گویند.

## کار ویرایشی
هر نوشته باید از جهات گوناگونی مانند محتوا، بیان، صحت و اعتبار، دقت، نظم، آراستگی و علایم نگارشی بررسی و بازبینی شود. به این بازبینی «ویرایش» یا «ویراستاری» می‌گویند.
ویراستار موظف است که ضمن رعایت سبک صاحب نوشته یا مترجم، خطاهای دستوری، حشو، تکرار، گزافه‌گویی و عبارت‌های بی‌شیرازه و پریشان را سامان دهد.

## انواع ویرایش
ویرایش، از دیدگاهی کلی، به دو نوع اصلیِ «ویرایش عمومی» و «ویرایش ویژه» تقسیم می‌شود:
ویرایش عمومی: ویرایش‌های «صوری»، «زبانی» و «محتوایی-ساختاری» که عموم نوشته‌ها، بدون توجه به محتوایشان، به همهٔ آن‌ها نیاز دارند، روی‌هم‌رفته ویرایش عمومی نامیده می‌شوند. این سه نوع ویرایش معمولاً به‌دستِ یک ویراستار به نام «ویراستار عمومی» انجام می‌شود که در این میان، برای ویرایش «محتوایی-ساختاری» به دانش و تخصص بیشتری نیاز است. نمونه های متعددی از این نوع ویرایش در سالهای اخیر منتشر شده اند.   
ویرایش ویژه: هر یک از ویرایش‌های «ترجمه»، «علمی»، «تخصصی»، «گفتاری»، «تصویری»، «نمایه‌ای»، «ادبی»، «تلخیصی» و «تصحیحی» که هر نوشته، بسته به محتوایش، ممکن است به یکی یا بیش از یکی از آن‌ها نیاز داشته باشد، «ویرایش ویژه» نامیده می‌شوند. ن

## ریشهٔ واژه و مترادف‌ها
ویرایش واژه‌ای، نو است که در دهه‌های اخیر وضع شده‌است و نمونه‌ای از جایگزینی واژگان غیرفارسی با واژه‌های اصیل فارسی یا واژه‌های جدید فارسی است، ویراستاری به نوعی اصلاح و تصحیح امور نوشتاری است. با این تفاوت که کلمات تغییر می کنند نه جملات.
ویرایش به معنای نسخهٔ تازه‌ای از یک چیز یا بازنویسی محتوای آن هم به‌کار می‌رود؛ در ویرایش واژه‌ها؛ محتوا همان است، فقط کلمات اصلاح می‌شوند.
صادق کیا، که استاد دانشگاه تهران و رئیس فرهنگستان زبان ایران (فرهنگستان دوم) بوده‌است، واژهٔ «ویراستن» را از فارسی میانه به فارسی نو آورده‌است و بر پایهٔ قواعد این زبان، از این واژه، صفت مفعولیِ «ویراسته» و صفت فاعلیِ «ویراستار»، و اسم مصدرِ «ویرایش» را ساخته‌است.